# Вельґлови
Вельґлови (пол. Wielgłowy, нім. Felgenau) — село в Польщі, у гміні Субкови Тчевського повіту Поморського воєводства.
У 1975-1998 роках село належало до Гданського воєводства.